# NGC 4854
NGC 4854 (другие обозначения — MCG 5-31-49, ZWG 160.70, DRCG 27-58, PGC 44502) — линзообразная галактика (SB0) в созвездии Волосы Вероники.
Этот объект входит в число перечисленных в оригинальной редакции «Нового общего каталога».
В галактике вспыхнула сверхновая SN 2009L типа Ia, её пиковая видимая звездная величина составила 16,8.